# Andressa Fontinele
Andressa Sales Domingos Fontinele (Crato, 11 de julho de 1997) é uma influenciadora e atleta brasileira praticante da Patinação Slalom Freestyle. Em 2019, ganhou notoriedade na mídia e nas redes sociais após um de seus vídeos, onde realizava manobras com os patins, ficar entre os conteúdos mais vistos e curtidos no TikTok do Brasil, com mais de 62 milhões de visualizações.
Começou a participar em campeonatos sul-americanos de patinação em 2015, chegando a conquistar títulos. Concomitante a isso, começou também a atuar na criação de conteúdo para redes sociais, mostrando sua habilidade com os patins em ambientes inusitados. Com o reconhecimento na mídia digital, Andressa optou por pausar sua carreira principal para se dedicar completamente às redes sociais.

## Biografia
Andressa nasceu em Crato, no Ceará, em 1997, entretanto se mudou para o estado do Pernambuco aos sete anos. Em Caruaru, ganhou seu primeiro par de patins, comprados na capital Recife, aos quinze anos e aprendeu a patinar sozinha.
 "Então, eu nasci no Ceará, mas aí eu me mudei para Pernambuco quando eu tinha uns sete anos. [...] Eu tava no Pernambuco, [...] em Caruaru. [...] Foi muito difícil para eu aprender, então eu fui por eu mesma. Não tinha ninguém nem para me ensinar, [...] assim, foi eu comigo mesma tentando aprender [...]"
— Fontinele dando entrevista ao programa Vida Melhor sobre sua infância e primeiros contatos com os patins.
Com o tempo foi adquirindo conhecimento em diversas viagens que fazia, como em Recife, e treinava ao chegar em casa. Se mudou para São Paulo com a finalidade de se desenvolver mais na patinação.
Andressa Fontinele também trabalhou por um tempo com filmagens e outras produções para casamentos, porém deixou esse ramo após se tornar profissional.

## Carreira

### 2015–presente: Como atleta
"[...] eu ensino muito nos vídeos, eu faço vídeo explicativo, vídeo no YouTube de tutorial de manobra, como fazer; tudo isso eu explico. [...] [Ensino] qual patins não comprar, [...] para [...] não escolher errado, né [...]"

— Andressa falando sobre o conteúdo de seu canal durante entrevista ao programa Mulheres. (2022)
Ao completar quinze anos, Andressa trocou uma festa por um par de patins. A patinadora conta que aprendeu a andar de patins completamente sozinha em Caruaru, Pernambuco, onde foi criada e para onde se mudou depois de morar por sete anos no Ceará. Fontinele tornou-se profissional em 2015 nas categorias jump, slide, battle e slalom, esta última sendo a mais praticada por ela.
Em 2021, anunciou um hiato em sua carreira, afirmando que se dedicaria exclusivamente à internet. No ano seguinte, voltou a patinar profissionalmente e venceu um campeonato nas modalidades slide e battle slalom sênior em São Bernardo do Campo, São Paulo.

### 2016–presente: Na internet
O canal de Andressa foi criado em 2013, porém ficou sem conteúdo durante três anos. Em 2016, com um ano de carreira como atleta, publicou um vídeo onde participava de um evento em Natal, Rio Grande do Norte. Dois anos depois, já em 2018, publicou um segundo vídeo. O vídeo foi gravado em São Paulo e era um tutorial sobre como aprender a modalidade slalom, a qual já era dominada por Andressa.

## Títulos
- Campeã Sul-Americana na modalidade Jump (2015);[11]
- Campeã Nacional na modalidade Slide (2015);[2]
- Campeã do Freestyle Battle SP nas modalidades Slide e Battle Slalom Sênior (2022);[3]
- Vice-campeã do Freestyle Battle SP na modalidade Jump (2022).[12]